# Пустошка (станция)
Пусто́шка — железнодорожная станция на дороге Москва — Рига. Находится вблизи города Пустошки.

## История
По состоянию на 1909 год Пустошка была станцией IV класса Московско-Виндавской железной дороги, имелось отделение Государственной сберегательной кассы. Так как станция находилась на Псковско-Витебском шоссе и на расстоянии в 45 и 47 вёрст от Невеля и Опочки, соответственно, то Пустошка стала для этих городов торговым центром, через который они снабжались грузами, поставляемыми по железной дороге. У станции вырос торговый посёлок. Своё значение центра распределения грузов Пустошка в большей степени утратила при вводе в эксплуатацию в 1905 году Петербургско-Витебской железной дороги, когда грузы в Невель направлялись уже по вновь построенной дороге.

## Движение поездов
С 26 октября 2015 года в Пустошке делают остановку поезда № 1 Москва — Рига и № 2 Рига — Москва. Также использовалась пассажирами ныне отменённых пригородных поездов Великие Луки — Себеж.
Существует беспересадочное сообщение с Санкт-Петербургом (на маршруте между Новосокольниками и Санкт-Петербургом - в составе гомельского поезда), однако его стоимость существенно превышает билет на автобус.
| № поезда            | Маршрут движения | № поезда            | Маршрут движения |
| ------------------- | ---------------- | ------------------- | ---------------- |
| 1 "Латвия-Экспресс" | Москва — Рига    | 2 "Латвия-Экспресс" | Рига — Москва    |